# Лучицький Володимир Іванович
Володи́мир Іва́нович Лучи́цький (* 20 квітня (2 травня) 1877, Київ — † 20 жовтня 1949, Київ) — український геолог і петрограф.
Син історика Івана Лучицького та перекладача Марії Лучицької, батько геолога Ігоря Лучицького, дід історика Світлани Лучицької.
Доктор геолого-мінералогічних наук (1934). Професор (1908). Дійсний член АН УРСР (обрано 12 лютого 1945 року). Заслужений діяч науки УРСР (1947).

## Біографія
Володимир Іванович Лучицький народився 20 квітня (2 травня за новим стилем) 1877 року в Києві у родині українського історика, професора Київського університету Івана Васильовича Лучицького.
Від 1895 року Володимир навчався на природничому факультеті Київського університету. 1899 року закінчив його із золотою медаллю. Учителем і наставником Володимира Івановича був професор Петро Якович Армашевський, який сприяв тому, що його учень отримав стипендію кафедри мінералогії (у 1899–1905 роках), перебував у науковому відрядженні до Німеччини (у 1903–1905 роках). Під керівництвом Армашевського Володимир Лучицький захистив магістерську дисертацію «Петрографічні дослідження порід Баварського лісу», а 1912 року — докторську дисертацію «Рапаківі Київської губернії і породи, які його супроводжують».
У 1908–1914 роках Лучицький був професором кафедри мінералогії Варшавського політехнічного інституту. 10 квітня (23 квітня за новим стилем) у Варшаві в нього народився син — Ігор Лучицький, який теж став відомим геологом, членом-кореспондентом АН СРСР.
Один з організаторів Українського геологічного комітету, у 1917–1923 роках очолював його.
23 серпня 1918 року наказом гетьмана Павла Скоропадського професора університету Св. Володимира Володимира Івановича Лучицького призначено директором Геологічного комітету.
У 1919–1921 роках — професор кафедри мінералогії Таврійського університету.
Професор Київського університету (1913–1923 і 1945–1949), Московської гірничої академії (1923–1930) і Московського геологорозвідувального інституту (1930–1941).
У 1941–1945 роках проводив геологічні дослідження на Уралі.
Від 1947 року директор Інституту геологічних наук АН УРСР.
Нагороджено орденом Трудового Червоного Прапора.
Академік Лучицький помер від хронічного нефриту в Києві 20 жовтня 1949 року.

## Наукова діяльність
Працював у галузі петрографії, стратиграфії, гідрогеології.
Велике значення мають його роботи з вивчення Українського кристалічного щита, Криму.
Відкрив родовища графітів, каолінів.
Розробив гідрогеологічну та геологічну характеристики території України. Склав гідрогеологічні та геологічні карти України.
Володимир Іванович опублікував цілу низку підручників і навчальних посібників з петрографії і корисних копалин, зокрема: «Петрографія», яка витримала п'ять видань (1910, 1922, 1932, 1934, 1938), а також «Курс петрографії» (1912), «Петрографія України» (1934), «Петрографія Криму» (1939), «Петрографічні провінції СРСР» (1936) та інші.
Володимир Іванович належав до геологів широкого спектра діяльності. Навіть займаючись петрографічними і петрологічними проблемами, він використовував і пристосовував їх для розв'язання завдань стратиграфії докембрію і геології родовищ корисних копалин зокрема. Найбільшу увагу він приділяв вивченню Українського щита. Його праці «Рапаківі Київської губернії і породи, які його супроводжують» (1912), «Стратиграфія докембрію Українського кристалічного масиву» (1939), «Український стратиграфічний масив» (1947) і сьогодні не втратили свого значення.
Упродовж низки років Лучицький досліджував корисні копалини, зокрема, залізорудні родовища Керченського півострова, Курської магнітної аномалії, Кривого Рогу, родовища каолінів України, Уралу, мусковіти і флогопіти Сибіру, графіти Побужжя, вермикуліти, хроміти, титаномагнетитові руди Уралу. Наслідком цих досліджень стали праці «Керченський залізорудний район» (1922), «Корисні копалини України» (1933), «Фосфорити, їх походження, поширення, добування та використання» (1923), «Каоліни України» (1928), «Каолінова промисловість СРСР і стандартизація її продукції» (1938),
"Ультраосновні та лужні породи північно-східного Приазов'я" (1936).
Вагомий внесок зробив учений у гідрогеологію. Чимало його праць присвячено питанням водопостачання великих промислових центрів України. Варті уваги його публікації «Вік водоносних горизонтів Києво-Харківського басейну» (1924), «Гідрогеологічна мапа України» (1925), «Гідрогеологічні дослідження міста Сталіно та його округи» (1926), «Гідрогеологічні особливості артезіанських горизонтів Києва» (1927).